# Laciniogonus retortus
Laciniogonus retortus är en mångfotingart som beskrevs av Demange 1966. Laciniogonus retortus ingår i släktet Laciniogonus och familjen Odontopygidae. Inga underarter finns listade i Catalogue of Life.